# Тумаркин, Анна
А́нна-Э́стер Тума́ркин (Анна Павловна Тумаркина, нем. Anna Ester Tumarkin; 16 февраля 1875, Дубровно, Могилёвская губерния — 7 августа 1951, Гюмлиген, Швейцария) — швейцарский философ, историк философии, психолог российского происхождения; первая в Европе женщина — профессор философии (1909).

## Биография
Анна Тумаркин родилась в состоятельной еврейской семье в Дубровно. Её отец — бессарабский купец и впоследствии личный дворянин Палтиэл Моисеевич Тумаркин (? — 29 марта 1906) — занимался оптовой торговлей обувью, публицистикой на иврите и переводами с русского языка на иврит (под именем Полтиэл Иосеф Тумаркин). Один из первых переводчиков современной американской литературы на иврит (посредством русского языка). Среди его переводов — «Шенат хаАлпаим: хаАтака ме-ат хаПрофессор Беллами» О. Синина (1898). Палтиел Тумаркин и его жена София Герценштейн происходили из Дубровно, но уже в самом раннем детстве их дочь Хана-Эстер (в будущем Анна-Эстер) росла в Кишинёве. Здесь окончила женскую гимназию и учительские курсы.
Анна Тумаркин начала обучение в Берлинском университете под руководством Вильгельма Дильтея. С 1892 года жила в Швейцарии, где к тому времени уже учился её старший брат. Поступила на философское отделение Бернского университета, где в 1895 году успешно защитила диссертацию по сравнительному анализу философских трудов Гердера и Канта, изданную в первой книге «Бернского курса философии» под редакцией её научного руководителя Людвига Штейна.
В 1898 году Тумаркин получила должность приват-доцента (Privatdozentin) в Бернском университете и таким образом стала первой в Швейцарии и в Европе женщиной — преподавателем философии. В 1906 году получила звание титулярного профессора (Honorarprofessorin), а в 1909 году — экстраординарного профессора (Professorin Extraordinaria) там же. Преподавала эстетику и историю философии в Бернском университете до 1943 года. С 1921 года делила квартиру с врачом Идой Гоф (1880—1952) в доме № 44 по Hallwylstrasse; вместе с И. З. Гоф посещала родственников в ставшей румынской Бессарабии в 1925 и 1937 годах. Через несколько лет большинство оставшихся в городе Тумаркиных были депортированы и убиты гитлеровцами.
Анна Тумаркин — автор ряда монографических трудов по философии, теоретической психологии, эстетике и культурологии, историческому анализу работ Спинозы, Гердера и Канта, в том числе «Гердер и Кант» (1896), «К описанию Юстина Кернера» (1898), «Ассоциативный принцип в истории эстетики» (1899), «Игра способностей у Канта» (1905), «К трансцендентальному методу кантовой эстетики» (1906), «Эстетический идеал и этическая норма» (1907), «Критическая проблема в прекритических трудах Канта» (1908), «Кантово учение о вещи-в-себе» (1909), «Поэзия и мировоззрение» (1919), «Романтическое мировоззрение» (1920), «Каким образом возможна психология как наука» (1921), «Пролегемоны к научной психологии» (1923), «Аполлониево и Дионисиево в древнегреческой философии» (1927), «Методы психологического исследования» (1929), «Эстетик Иоганн Георг Зульцер» (1933), «Сущность и становление швейцарской философии» (1948), и целого ряда других. Научный руководитель философа Генриха Барта (1890—1965). Курс лекций Анны Тумаркин 1917—1918 года в Бернском университете посетил Вальтер Беньямин, упоминувший о её влиянии на развитие собственного мировоззрения в письмах к Герхарду Шолему.
16 февраля 2000 года — в день рождения Тумаркин — одна из прилегающих к главному корпусу Бернского университета улиц получила название Tumarkinweg в её честь. В Бернском университете была организована научная программа ANNA, в память о философе.

### Семья

Анна Тумаркин (сидит в центре) с семьёй брата в Кишинёве (1925). Сидят — Лазарь Тумаркин с женой Соней (по краям), жёны племянников А. Тумаркин — Дмитрия и Александра Тумаркиных. Стоят — племянники А. Тумаркин и сопровождающая её подруга — доктор Ида Гоф (в центре).

- Брат — Лазарь Павлович Тумаркин (6 ноября 1865, Кишинёв Бессарабской губернии[16] — после 1939) — врач и общественный деятель, выпускник медицинского факультета Московского университета, основатель частного санатория-водолечебницы «Тумаркин» в Кишинёве (ул. Пушкина, № 21)[17], вице-председатель союза виноделов города, был главврачом кишинёвской больницы Красного креста и первым рентгенологом края.
- Племянник (сын старшей сестры, врача Санкт-Петербургской консерватории Веры Павловны Тумаркиной, 1867—1899) — видный советский зоолог, академик АН СССР Юрий Александрович Орлов (1893—1966) — основатель (1939) и заведующий (1943—1966) кафедрой палеонтологии геологического факультета Московского государственного университета[18]. Племянник — поручик Леонид Вигдорович (Викторович) Тумаркин (1891—1920), расстрелян 7 декабря 1920 года в Ялте.
- Правнучатая племянница Анны Тумаркин (правнучка её старшего брата Моисея) — американский историк Нина Тумаркин (Нина Павловна Тумаркина, Nina Tumarkin  (недоступная ссылка с 19-05-2013 [4466 дней] — история), род. 1945), профессор и декан исторического отделения колледжа Уэлсли Гарвардского университета, автор многочисленных трудов по современной истории России и Советского Союза, в том числе монографий «Lenin Lives! The Lenin Cult in Soviet Russia» (Ленин жив! Культ Ленина в Советской России, Harvard University Press, 1983, расширенное издание — 1997, русский перевод — СПб: Академический проект, 1997) и «The Living and the Dead: The Rise and Fall of the Cult of World War II in Russia» (Живые и мёртвые: Взлёт и крушение культа Второй мировой войны в России (Basic Books, 1994, русский перевод). Другая правнучатая племянница (также правнучка Моисея Тумаркина) — Елена Александровна Френкли — директор заповедника библейского ландшафта «Неот кедумим[англ.]» в Израиле[19].
- Племянница[20] Анны Тумаркиной (дочь московского ювелира Самуила Григорьевича Тумаркина[21][22], 1844—1922) — Мария (Маня) Самойловна Цетлина (урождённая Тумаркина, в первом браке Авксеньтева; 1882—1976) — издатель, редактор журнала «Окно» (Париж), общественный деятель, выпускница Бернского университета; первым браком (1906) замужем за публицистом, одним из лидеров партии эсеров Николаем Дмитриевичем Авксентьевым (1878—1943), с которым встречалась с 1899 года; вторым браком (1910) замужем за литературным критиком и переводчиком Михаилом Осиповичем Цетлиным (Амари)[23][24]. Её дочь — художница Александра Николаевна Прегель (урожд. Авксентьева, до 1937 года использовала псевдонимы Avxente, А. Bolotov, 1907—1984); её муж — физик Борис Юльевич Прегель (1893—1976) — был президентом ведущего поставщика радиоактивных материалов в северном полушарии, нью-йоркской корпорации «Canadian Radium & Uranium». Сын М. С. Цетлиной — Валентин Вольф (Валентин Михайлович) Цетлин (Valentine Wolf Zetlin, 12 марта 1912, Париж — 9 июня 2007, Нью-Йорк) — американский психоаналитик, выпускник медицинского факультета Оксфордского университета (1944), в 1967—1970 годах — президент Нью-Йоркского фрейдистского общества (New York Freudian Society). Брат М. С. Цетлиной — Роман Самойлович Тумаркин (1888—1971) — общественный деятель.
- Состояла в родстве также с социологом Элиасом Гурвичем.

## Книги А. Тумаркин
- Herder und Kant (Гердер и Кант). A. Siebert: Берн, 1896.
- Zur Charakteristik Justinus Kerners. Stilke: Берлин, 1898.
- Das Associationsprinzip in der Geschichte der Aesthetik (Ассоциативный принцип в истории эстетики). Берлин, 1899.
- Kants Spiel der Kräfte (Игра способностей у Канта). Henry Kündig: Женева, 1905.
- Bericht über die deutsche ästhetische Literatur aus den Jahren 1900—1905 (Обзор немецкой эстетической литературы за году 1900—1905). Georg Reimer: Берлин, 1905.
- Zur transcendentalen Methode der Kantischen Ästhetik (К трансцендентальному методу кантовой эстетики). Reuther & Reichard: Берлин, 1906.
- Ästhetisches Ideal und ethische Norm (Эстетический идеал и этическая норма). F. Enke: Штутгарт, 1907.
- Baruch Spinoza: acht Vorlesungen gehalten an der Universität Bern. Quelle & Meyer: Лейпциг, 1908.
- Das kritische Problem in den vorkritischen Werken Kants. C. Winter: Гейдельберг, 1908.
- Erich Becher: Der Begriff des Attributes bei Spinoza in seiner Entwickelung und seinen Beziehungen zu den Begriffen der Substanz und des Modus. E. Anton: Берн, 1909.
- Kants Lehre vom Ding an sich. Georg Reimer: Берлин, 1909.
- Bericht über die deutsche ästhetische Literatur aus den Jahren 1905—1909. Georg Reimer: Берлин, 1910.
- Wilhelm Dilthey. L. Simion Nf.: Берлин, 1912.
- Zu Spinozas Attributenlehre. Georg Reimer: Берлин, 1916.
- Dichtung und Weltanschauung (Поэзия и мировоззрение). J. C. B. Mohr: Тюбинген, 1919.
- Die romantische l’eltanschauung (Романтическое мировоззрение). P. Haupt: Берн, 1920.
- Wie ist Psychologie als Wissenschaft möglich (Каким образом возможна психология как наука). Reuther & Reichard: Берлин, 1921.
- Prolegomena zu einer wissenschaftlichen Psychologie (Пролегемоны к научной психологии). F. Meiner: Лейпциг, 1923.
- Die Idealität der ästhetischen Gefühle. R. Voigtländer: Лейпциг, 1925.
- Die Einheit des Platonischen «Phädrus». B. G. Teubner: Берлин, 1925.
- Der Unsterblichkeitsgedanke in Platos «Phädon». J. D. Sauerländer: Франкфурт-на-Майне, 1926.
- Das Apollinische und das Dionysische in der griechischen Philosophie (Аполлониево и Дионисиево в древнегреческой философии). B. G. Teubner: Лейпциг, 1927.
- Eindrücke der Hellasreise 1927. Orell Füssli: Лейпциг, 1928.
- Verzeichis der Publiktionen von Schweizerfrauen. Bern-Bümpliz, Buch- und Kunstdruckerei Benteli A.-G.: Берн, 1928.
- Ein Blick in das Geistesleben der Schweizer Frauen einst und jetzt. F. Pochon-Jent: Берн, 1928.
- Die Methoden der psychologischen Forschung (Методы психологического исследования). B.G. Teubner: Лейпциг, 1929.
- Die Überwindung der Mimesislehre in der Kunsttheorie des XVIII Jahrhunderts. Verlag von J.C.B. Mohr (P. Siebeck): Тюбинген, 1930.
- Der ästhetiker Johann Georg Sulzer (Эстетик Иоганн Георг Зульцер). Verlag Huber & Aktiengesellschaft: Фрауэнфельд, 1933.
- Ein Versuch Diltheys Leben aus ihm selbst zu verstehen. Helbing & Lichtenhahn: Базель, 1934.
- Wesen und Werden der schweizerischen Philosophie: Allgemeine Richtung der Philosophie der Schweiz, Philosophisches Denken in der Geschichte, Naturrecht, Erziehungslehre (Сущность и становление швейцарской философии). Verlag Huber & Aktiengesellschaft: Фрауэнфельд, 1948.